# 泰普萊 (夏斯佳區)
泰普萊（羅馬化：Teple）是烏克蘭東部盧甘斯克州夏斯佳區下泰普莱市镇内的村落。始建於1936年，面積4.14平方公里，海拔高度59米，2001年人口920，人口密度每平方公里222.2人。